# Big D and the Kids Table

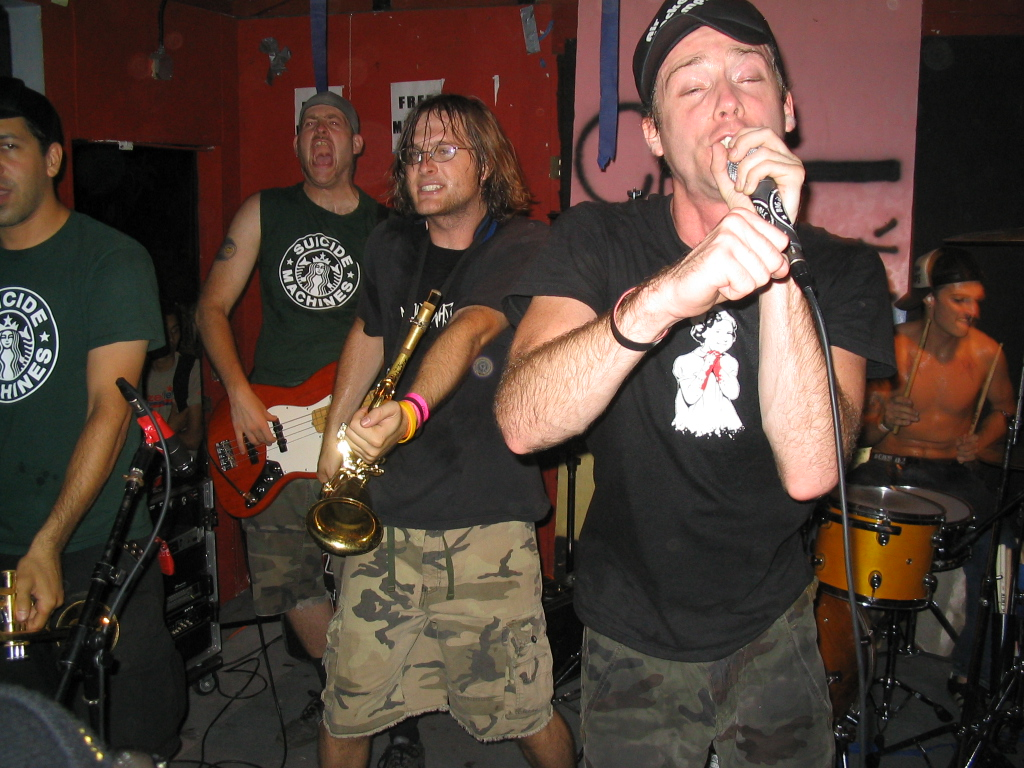
Big D and the Kids Table (2004)

Big D and the Kids Table est un groupe de la troisième vague de Ska formé en octobre 1995 dans la région de Boston, Massachusetts.

## Membres du Groupe
- Dave McWane - Voix, Melodica
- Sean P. Rogan - Guitare, Bugle
- Steve Foote - Basse
- Jon Reilly - Batterie
- Ryan O'Connor - Saxophone
- Dan Stoppelman - Trompette
- Paul E. Cuttler - Trombone

## Ancien-membres du Groupe
- Marc Flynn - Voix, Trombone (Shot By Lammi, Good Luck)
- Chris Bush - Saxophone (Shot by Lammi, Good Luck, Gipsy Hill EP, How It Goes)
- Jon Lammi - Saxophone, Guitare
- Aaron Sinclair - Guitare
- Gabe Feenberg - Trombone
- Jason Gilbert - Batterie
- Max McVeety - Batterie (maintenant dans Crown City Rockers)
- Chris Sallen - Saxophone

## Albums
- Shot By Lammi (1997, Fork In Hand Records)
- Big D and the kids table/Lounge Split 7"
- Live EP (1998, Fork In Hand Records)
- Good Luck (1999, Asian Man Records)
- Fork In Hand label sampler importation japonaise
- Big D and the kids table/Melt Banana split 7" (Fork In Hand Records)
- Look What You've Done - Split avec Five Knuckle
- The Gipsy Hill EP (2002, Stomp Records)
- Porch Life (gangsta rap) (2003, Fork In Hand Records)
- How it Goes (2004, Springman Records)
- Salem Girls (2005, Springman Records)
- Beijing To Boston (Split avec Brain Failure) (2007, Bad News Records)
- Noise Complaint EP (2007, SideOneDummy Records) (Exclusivité Itunes)
- Strictly Rude (2007, SideOneDummy Records)
- Fluent In Stroll (2009, SideOneDummy Records)
- For the Damned, the Dumb and the Delirious (2011, SideOneDummy Records)